# موتسو مونه‌میتسو
موتسو مونه‌میتسو (به ژاپنی: 陸奥 宗光 Mutsu Munemitsu)، موتسو یونوسوکه (به ژاپنی: 陸奥 陽之助); ۲۰ اوت ۱۸۴۴ – ۲۴ اوت ۱۸۹۷) دیپلمات، وزیر اهل ژاپن بود.